# Pi (pel·lícula)
Pi és una pel·lícula estatunidenca de Darren Aronofsky, thriller psicològic estrenada el 1998, i que ha estat doblada al català. El títol fa referència al nombre matemàtic π (Pi).

## Argument
Max (Maximillian) Cohen és un jove matemàtic superdotat que pensa com Galileu que « la naturalesa és un llibre escrit en llenguatge matemàtic ». Busca per tot arreu una successió, sobretot analitzant els valors de la Borsa o les espirals dels éssers vius. Vivint sol al seu pis, analitza la sèrie dels decimals del nombre π amb un ordinador, que ell mateix ha fabricat i que ocupa la major part del seu pis.
Diverses persones s'interessen per les seves investigacions: el seu antic director de tesi (que havia abandonat la idea de trobar una seqüència entre els decimals de π), una dona lligada als negocis de Wall Street i que té accés a material informàtic molt eficient i un grup de Jueus ortodoxos que pensen que la Torah, quan se la representa amb nombres en lloc de lletres, conté el verdader nom de Déu (perquè es considera que s'escriu amb 216 caràcters).
El seu treball, que s'emparenta a una cerca sense fi, va acabar per portar-lo a obsessionar-se. Afectat de migranyes intenses i d'al·lucinacions, Max s'aïlla i s'enfonsa en un deliri paranoic.

## Repartiment
- Sean Gullette: Maximillian Cohen
- Mark Margolis: Sol Robeson
- Ben Shenkman: Lenny Meyer
- Pamela Hart: Marcy Dawson
- Stephen Pearlman: Rabbi Cohen
- Samia Shoaib: Devi
- Ajay Naidu: Farrouhk

## Premis i nominacions
- Festival de Sundance 1998: Premi de la posada en escena.
- Festival de Deauville 1998: selecció oficial en competició.

## Al voltant de la pel·lícula
- Max i el seu mentor juguen periòdicament al go, joc amb regles simplicíssimes del qual desemboquen en un joc d'estratègia complexa.
- Per trobar els 60.000 $ necessaris a la realització, l'equip del film va anar a veure totes les persones que coneixia per a demanar-los 100 $, prometent-los que si el film funcionava, recuperarien 150 $, cosa que va passar. El nom dels participants es troba a la llarga llista d'agraïments al final dels crèdits.
- El lloc web oficial del film va realitzar-lo Sean Gullette, l'actor principal de π.
- El valor de Pi anunciat a la seqüència d'obertura del film és incorrecta a partir del 9è decimal (inclòs): apareix 3,14159265263124… (hauria hagut de ser 3,14159265358979…).
- El nombre anunciat sobre l'ordinador de Max :
94143243631512659321056872390486828512913474876027
67195923460238582958304725016523252592969257276553
64363462727184012012643147546329450127847264841075
62234789626728592858295347502772262646456217613984
829519475412398501
- El nombre anunciat a l'ordinador de Max no té 216 xifres sinó 218.[3]
- La data o el període a la qual passa la història no és precisada, però el disquet i l'estil de l'ordinador la situen clarament a la dècada del 1980.